# زنان در قرقیزستان
زنان در قرقیزستان به‌طور سنتی نقش‌هایی را به خود اختصاص می‌دادند، اگرچه تنها نخبگان مذهبی زنان را مانند سایر جوامع مسلمان از جامعه دور می‌کردند. ساکنان روستایی به شیوه سنتی قبایل سیبری در ربودن عروس (ربودن زنان و دختران برای ازدواج اجباری) ادامه می‌دهند. عروس ربایی که به آل کاچو (بردن و فرار کردن) معروف است، دختران ۱۲ ساله برای ازدواج اجباری ربوده می‌شوند و توسط گروه‌هایی از مردان یا حتی اقوام که با خشونت یا فریب دختر را می‌گیرند و می‌برند. به خانواده رباینده که زن جوان را مجبور و وادار به قبول ازدواج غیرقانونی می‌کنند. در بیشتر موارد، زن جوان بلافاصله به نام ازدواج مورد تجاوز قرار می‌گیرد.
اگرچه این عمل در قرقیزستان غیرقانونی است، اما آدم ربایان به ندرت تحت پیگرد قانونی قرار می‌گیرند. این بی میلی به اجرای این قانون تا حدی ناشی از سیستم حقوقی فاسد در کشور قرقیزستان است که بسیاری از روستاها عملاً توسط شوراهای بزرگان و دادگاه‌های اقاسقل و به دور از چشم سیستم حقوقی دولتی اداره می‌شوند.

## پیشینه فرهنگی
قرقیزستان کشوری در آسیای مرکزی با سنت‌های قوی عشایری است. بیشتر قرقیزستان در سال ۱۸۷۶ به روسیه ضمیمه شد، اما قرقیزها در سال ۱۹۱۶ یک مارکسیسم بزرگ تحت تأثیر درگیری خشونت‌آمیز با امپراتوری تزاری به راه انداختند. قرقیزستان در سال ۱۹۳۶ به جمهوری شوروی تبدیل شد و در سال ۱۹۹۱ با فروپاشی اتحاد جماهیر شوروی به یک کشور مستقل تبدیل شد. جمعیت فعلی کشور را اکثریت قرقیزها (۹/۷۰ درصد) تشکیل می‌دهند و پس از آن ازبک‌ها با ۱۴/۳ درصد و روس‌ها با ۷/۷ درصد قرار دارند. اقلیت‌های دیگری مانند دونگان، اویغور، تاجیک، ترک، قزاق، تاتار، اوکراینی، کره ای و آلمانی نیز وجود دارند. اکثر جمعیت (۷۵٪) مسلمان هستند، اما اقلیت قابل توجهی از ارتدوکس روسی نیز (۲۰٪) وجود دارد. این کشور عمدتاً روستایی است: تنها ۳۵٫۷٪ از جمعیت در مناطق شهری زندگی می‌کنند. نرخ باروری کل ۲٫۶۶ کودک متولد شده به ازا هر زن است (تخمین ۲۰۱۵)، علیرغم این واقعیت که میزان شیوع مدرن ضدبارداری بسیار کم است، ۳۶٫۳٪ (تخمین ۲۰۱۲). نرخ باسوادی زنان بسیار بالا و ۹۹٫۴ درصد است (تخمین زده شده در سال ۲۰۱۵).

## عصر جدید
در دوران معاصر، به ویژه در سال‌های اول استقلال، زنان در قرقیزستان نقش برجسته‌تری نسبت به سایر نقاط آسیای مرکزی داشتند. در نتیجه انتخابات پارلمانی ۱۶ دسامبر ۲۰۰۷، ۲۳ زن به نمایندگی از سه حزب سیاسی در پارلمان منصب دارند. از سال ۲۰۰۷، زنان چندین پست دولتی در سطوح عالی را بر عهده داشتند، از جمله وزیر دارایی، وزیر آموزش و پرورش و علوم، وزیر کار و توسعه اجتماعی، رئیس دادگاه قانون اساسی، رئیس کمیته دولتی امور مهاجرت و اشتغال، و رئیس CEC زن بودند. از سال ۲۰۰۷، هیچ زنی پست‌های فرماندار یا رئیس دولت محلی را اشغال نکرده‌است. در اوت ۲۰۰۷، رئیس‌جمهور کورمان بیک باقی یف برنامه عملی برای دستیابی به تعادل جنسیتی برای سال‌های ۲۰۰۷–۲۰۱۰ را امضا کرد. بین سال‌های ۱۳۸۶ تا ۱۳۸۹، نمایندگان زن مجلس، ۱۴۸ لایحه از ۵۵۴ لایحه‌ای را که در صحن بررسی شد، ارائه کردند که موضوعاتی از حمایت از شیردهی در لایحه بهداشت تا تصویب قانون تضمین حقوق و فرصت‌های برابر برای زنان و مردان را در بر می‌گرفت. در مارس ۲۰۱۰، رزا اوتونبایوا، سیاستمدار اپوزیسیون، پس از انقلابی که علیه دولت باقی یف رخ داد، به عنوان رئیس‌جمهور موقت به قدرت رسید و اولین رئیس‌جمهور زن قرقیزستان شد.

## خشونت علیه زنان
با وجود قوانینی که علیه زنان وجود دارد، بسیاری از جنایات علیه زنان به دلیل فشارهای روانی، سنت‌های فرهنگی و بی‌تفاوتی مقامات انتظامی گزارش نمی‌شود. آزار جنسی، از جمله تجاوز جنسی، غیرقانونی است، اما اجرای قانون بسیار ضعیف است. تجاوز به عنف کمتر گزارش شده‌است و دادستان‌ها به ندرت موارد تجاوز را به دادگاه می‌آورند.